# Serkan Şahin
Serkan Şahin (* 15. Februar 1988 in Breitenbach SO) ist ein schweizerisch-türkischer Fussballspieler.

## Karriere
Serkan Şahin begann seine Fussballkarriere beim SC Dornach, bei dem er von 2005 bis 2006 unter Vertrag stand. Den Durchbruch schaffte er in der U-21 Mannschaft des FC Basel, in deren Diensten er zwei Jahre stand und viele Einsätze erhielt. 2008 wurde er in die erste Mannschaft des FC Basel hochgezogen und in der Saison 2008/09 in vier Spielen in der Super League eingesetzt. In der Saison 2009/10 erhielt er mehr Einsatzzeiten, schaffte den Durchbruch aber nicht. Im Sommer 2010 wechselte er mit einem Dreijahresvertrag zu Konyaspor in die türkische Süper Lig. Im Frühjahr 2014 wechselte er für ein Jahr zum Zweitligisten Fethiyespor. Im Winter 2015 kehrte er in die Schweiz zurück zu den BSC Old Boys nach Basel.

## Titel und Erfolge
- Mit FC Basel
  - Schweizer Meister: 2010
  - Schweizer Cupsieger: 2010

- Mit Konyaspor
  - Playoff-Sieger der TFF 1. Lig: 2012/13
  - Aufstieg in die Süper Lig: 2012/13